# Animal Genetics
Animal Genetics est une revue scientifique bimensuelle publié par Wiley-Blackwell pour l’International Society for Animal Genetics.
Le facteur d'impact de Animal Genetics est de 2,605 (2009), ce qui fait de la revue le numéro 9, sur 50, dans la catégorie Thomson Reuters ISI « Agriculture, Dairy & Animal Science ».
Animal Genetics publie des recherches sur l'immunogénétique, la génétique moléculaire et la génomique fonctionnelle (en) des animaux économiquement importants et domestiques. Les publications comprennent l'étude de la variabilité au niveau des gènes et des protéines, la cartographie des gènes, des traits et des QTL, les associations entre les gènes et les traits, la diversité génétique et la caractérisation de l'expression et du contrôle des gènes.